# Sibi
Sibi (urdú: سبی; a les fonts islàmiques medievals, Siwi) és una ciutat del Pakistan a la província del Balutxistan, capital del districte de Sibi. Segons el cens del 1998 tenia 48.219 habitants (projecció pel 2001: 52.100). El 1901 tenia 4.551 habitants. Sibi és la ciutat més calorosa del Balutxistan i segurament de tot Pakistan. Està situada a l'entrada del coll de Bolan i entre aquest i els colls d'Harnai, el que feia la seva situació estratègica.
Siwi formava part del districte musulmà de Walishtan (Balist alguna vegada però sembla que referit a la paraula persa "Terra Alta"), però el governador d'aquest residia a al-Kasr (o Kushk), prop d'un altra ciutat de la zona, Ispinjay. Walishtan fou dominat pel safàrida Yaqub ibn al-Layth el 867. Després fou possessió dels gaznèvides, i en les seves expedicions a l'Índia sovint anaven des de Bust i al-Rukhkhadj cap a Multan i l'Indus passant per Sibi.
La ciutat és descrita al segle xiii en la primera descripció que es coneix. Al segle xv (vers 1500) estava en mans dels arghuns de Kandahar però més tard va passar als mogols i sota Akbar el Gran fou una mahall del sarkar de Bakhkhar a la suba de Multan. El 1714 va passar als kalhores de Sind; fou assaltada i ocupada pels britànics el 1841. A la segona meitat del segle va quedar en mans dels afganesos d'Ahmad Shah Durrani. Ocupada altre cop pels britànics el 1878, als quals fou cedida pèr l'afganès Muhammad Yakub Khan, fill i successor de Shir Ali, pel tractat de Gandamak del 1879, es va construir una nova ciutat que fou capital del districte de Thal-Chotiali del 1879 al 1903, que després va patir algunes modificacions i va esdevenir districte de Sibi. L'excés de recaptació del districte (com del de Pishin) havia de ser entregat a l'emir de l'Afganistan. Del districte, dos cinquenes partes foren administrades directament pels britànics i la resta estava format per les regions tribals de Mari i Bugti, i d'una part del kanat de Kalat. Els balutxis són la majoria de la població seguits dels paixtus.